# The box
The box és una pel·lícula del gènere thriller psicològic, cinema negre i ciència-ficció, protagonitzada per Cameron Diaz, escrita i dirigida per Richard Kelly, i estrenada el 4 de desembre de 2009. Està basada en el conte de l'escriptor Richard Matheson Button, Button. La pel·lícula està ambientada en 1976. Ha estat doblada al català.

## Argument
El film s'inicia amb una explicació que en el moment en què s'estava desenvolupant un projecte en unes instal·lacions de la NASA, just enmig d'una tempesta elèctrica un llamp cau dins d'una pallissa i impacta a un científic a qui es dona per mort. No obstant això, ell reviu a l'hospital malgrat les seves greus cremades i els doctors se sorprenen perquè les seves capacitats intel·lectuals estan accentuades. Aquest científic, mentre està en observació, inventa una caixa amb un polsador i poc després desapareix de les instal·lacions sense tornar a saber-se més d'ell.
Norma (Cameron Diaz), una professora d'escola secundària i Arthur Lewis, un enginyer de la NASA a càrrec del projecte Viking, conformen un matrimoni dels suburbis amb un nen petit anomenat Walter. No tot va bé en la vida d'aquest matrimoni ja que ella té una discapacitat en un peu que requereix una milionària operació, i ell és rebutjat per a ingressar a un projecte rendible de la NASA. A més la beca d'estudis de Walter és cancel·lada pel que el matrimoni veu minvada les seves projeccions econòmiques.
Un dia Norma rep un paquet d'un desconegut molt carismàtic el rostre del qual aquesta parcialment desfigurat. El paquet i el seu contingut comporten conseqüències fatals i irrevocables per a la destinació dels Lewis. En el seu interior hi ha una caixa de fusta elaborada que conté en la seva part superior un botó de polsador.
L'endemà, el misteriós desconegut, que es fa dir Arlington Steward (Frank Langella), es presenta i amb un comportament molt circumspecte lliurament el missatge que es compromet a atorgar al seu propietari US$ 1.000.000 en efectiu si s'oprimeix el botó polsador. Però en prémer aquest botó es provoca al mateix temps la mort d'un altre ésser humà en algun lloc del món, algú a qui no coneixen i probablement mai coneixeran. Pel només fet de deixar-lo entrar a la casa, Norma guanya US$ 100.
Li explica que té tan sols 24 hores per a prendre la seva decisió i es retira. Norma i Arthur es troben en la cruïlla d'un dilema moral sorprenent, ja que ha d'enfrontar la veritable naturalesa de la seva humanitat i les seves ambicions personals. Si no ho fan, la caixa és retirada i oferta a una altra persona i perden els diners.

## Repartiment
- Cameron Diaz com a Norma Lewis.
- James Marsden com a Arthur Lewis.
- Frank Langella com a Arlington Steward.
- Deborah Rush com a Clymene Steward.
- Sam Oz Stone com a Walter Lewis.
- Ryan Woodle com a Lucas Carnes.
- James Rebhorn com a Norm Cahill.
- Holmes Osborne com a Dick Burns.
- Celia Weston com a Llana Burns.
- Andrew Levitas com a black ops Carson.
- Allyssa Maurice com a Suzanne Weller.

## Premis
54a edició dels Premis Sant Jordi de Cinematografia
| Categoria                             | Candidat       | Resultat  |
| ------------------------------------- | -------------- | --------- |
| Millor actor en pel·lícula estrangera | Frank Langella | Guanyador |